# Sega Rally Revo
Sega Rally Revo és un proper videojoc de curses per les consoles de nova generació. El videojoc té la característica que el terreny és deformable dinàmicament.
El 8 de juny del 2007, Sega va anunciar que hi hauria un nou videojoc de la saga Sega Rally per la PSP.